# Diastella proteoides
Diastella proteoides es una especie de arbusto perteneciente a la familia Proteaceae. Es endémica de  Sudáfrica. 

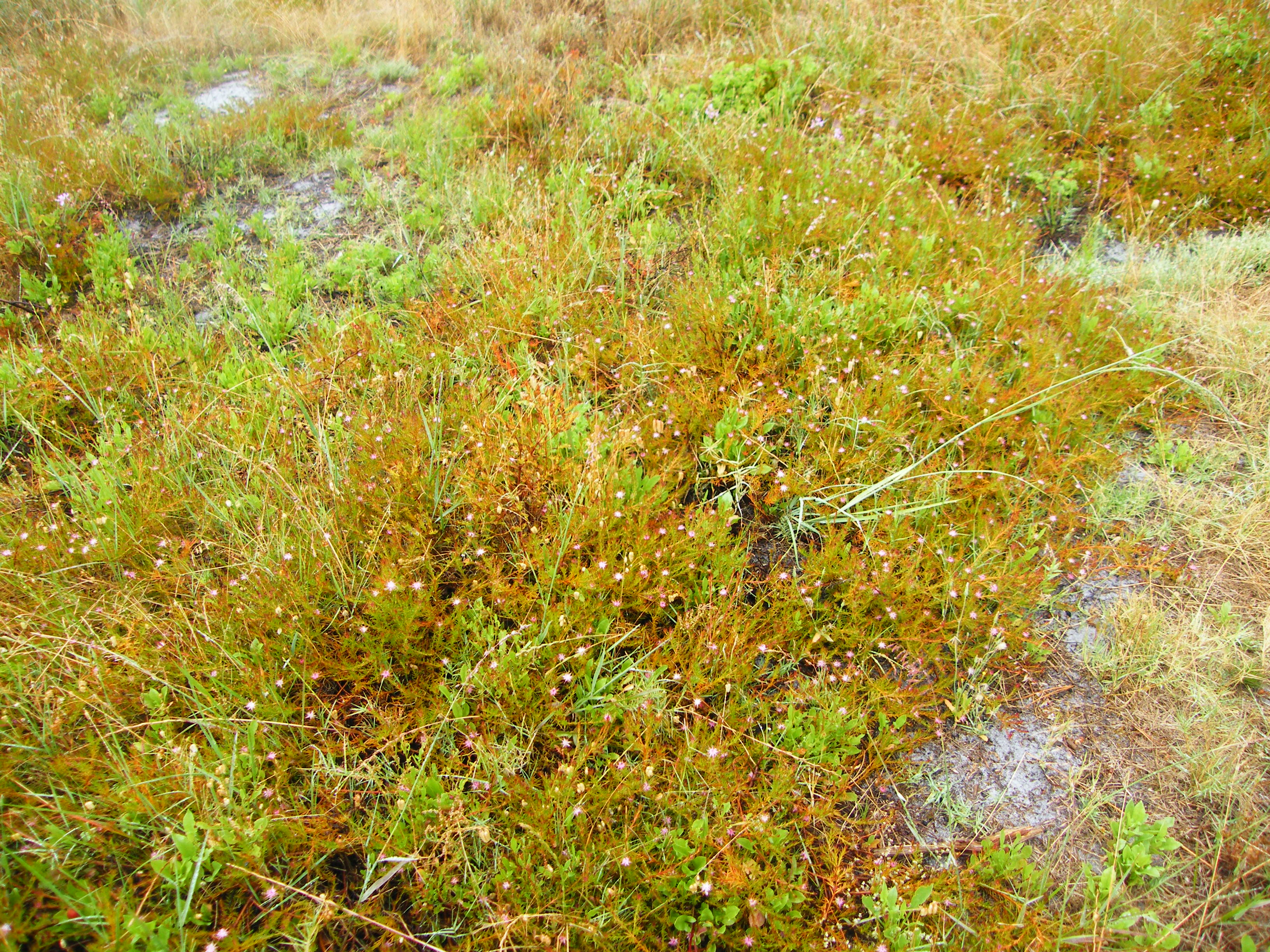
Planta en su hábitat

## Descripción
Diastella proteoides es un arbusto de crecimiento bajo,  con largas ramas laxas que forman capas de hasta 3 m de diámetro. Tiene la tendencia a crecer a través de las ramas de otros arbustos a una altura de 0,5 m, mientras que normalmente es de más bajo crecimiento. Los tallos son peludos y característicamente de color rojo. Las cabezas de flores pequeñas, de 10 mm de diámetro, se forma en los extremos de las ramas. Cada  flor tiene una roseta atractiva  de color rosa en forma de estrella, las brácteas son pilosas. Las flores se producen de forma errática durante todo el año, pero principalmente de julio a febrero.

## Distribución y hábitat
Diastella proteoides se produce en Cape Flats. Esta planta fue una vez abundante en Cape Flats, pero la mayoría de sus poblaciones del sur han sido destruidas. Las pequeñas poblaciones remanentes permanecen cerca de Tokai. La planta se encuentra en un estado de "vulnerable " en el libro rojo de datos y es probable que se actualizará a en peligro de extinción en las tierras al norte de Ciudad del Cabo.

Esta planta crece en profundos y bien drenados, suelos arenosos, ácidos, pobres en nutrientes. Crece en plena luz del sol, pero puede encontrado en parte a la sombra de otros arbustos. Con clima mediterráneo que normalmente ofrece un bastante lluvia en invierno y los veranos secos. El hábitat se caracteriza también por vientos frescos y fuertes que ayudan a mantener el follaje seco y la humedad baja. Esto es importante saberlo, ya que esta planta es susceptible a la gama normal de las infecciones por hongos que tienen los proteas y que son alentados por las condiciones húmedas y cálidas.

## Ecología
Por lo general, produce una sola semilla pequeña en cada  flor, que cae al suelo cuando están maduras. Estas son llevadas bajo tierra por las hormigas o comidas por los roedores. Las semillas germinan normalmente en el otoño después de un incendio. La germinación es muy activa después de que la vegetación madura se quema. Un ciclo de quema con largos espacios suficientes para permitir el rebrote y la producción de semilla adecuada es una parte necesaria del ciclo de crecimiento.

## Taxonomía
Diastella proteoides fue descrita por (Carlos Linneo) Druce y publicado en  Rep. Bot. Exch. Club Soc. Brit. Isles 3: 417 1913 publ. 1914.
Sinonimia
- Diastella ericaefolia Salisb. ex Knight
- Diastella ericifolia Salisb. ex Knight[3]